# یوکی ایشیزاکا
یوکی ایشیزاکا (انگلیسی: Yuki Ishizaka؛ زادهٔ ۱۴ مارس ۱۹۶۸) بازیکن والیبال ساحلی زن اهل ژاپن بود.